# MC Mazique
MC Mazique, né le 2 mars 1975 à New York (États-Unis), est un joueur de basket-ball professionnel américain. Il mesure 2,06 m.

## Université
- 1995 - 1999 :  université de l'Alabama (NCAA 1)

## Clubs
- 1999 - 2000 :  KK Zagreb (A1 liga)
- 2000 - 2001 :  Bonn (Basketball-Bundesliga)
  -  Élan béarnais Pau-Orthez (Pro A)
- 2001 - 2002 :  Trieste (Lega A)
- 2002 - 2003 : 
  -  CB Granada (Liga ACB)
  -  EnBW Ludwigsburg (Basketball-Bundesliga)
- 2003 - 2004 :  Ferrara (Lega Due)
- 2004 - 2005 : 
  -  Ankara (première division)
  -  Daegon Orion
- 2005 - 2006 : 
  -  Aveiro Basket (première division)
  -  Brest (Pro A)
  -  Chalon-sur-Saône (Pro A)
- 2006 - 2007 :
- 2007 - ???? :  Houston Takers (ABA)
- 2007 - 2008 :  Tampereen Pyrintö (Korisliiga)